# 帕特里克·威廉斯 (作曲家)
帕特里克·威廉斯（英語：Patrick Moody Williams，1939年4月23日—2018年7月25日），在1939年4月23日於美國密蘇里州邦特爾出生，是一名獲得奧斯卡提名的美國作曲家、編曲家及指揮家。

## 生平
帕特里克·威廉斯在康涅狄格州長大並獲得杜克大學的歷史學學位，於1959年至1961年期間他指導著由學生經營的爵士大樂隊（Duke Ambassadors）。帕特里克·威廉斯在哥倫比亞大學學習作曲及指揮，他於1968年移居加利福尼亞州，從事影視領域的工作，同時繼續創作爵士專輯。
帕特里克·威廉斯也連續多年在音樂教育領域的領導者。他擔任了亨利·曼奇尼學院（Henry Mancini Institute）的藝術總監，這是該國為尋求音樂專業職業的年輕音樂家提供為期五年的首要培訓計劃之一。他在美國猶他州大學和科羅拉多大學擔任客座教授，他還獲得了杜克大學的名譽博士學位，並在伯克利音樂學院、印第安納大學、德克薩斯基督教大學、加州大學洛杉磯分校、南加州大學和耶魯大學等其他機構演出及演講。
帕特里克·威廉斯在2018年7月25日於美國加利福尼亞州聖莫尼卡逝世。

## 獲得獎項
帕特里克·威廉斯因創作一部管弦樂作品《美國協奏曲》而獲得普利策獎提名，他因爵士音樂的安排獲得了兩項格萊美獎，其電視音樂獲得了四項艾美獎，並獲得了奧斯卡的提名，並獲得了BMI的Richard Kirk獎。 除了獲得四項艾美獎之外，他還獲得了23項提名。
帕特里克·威廉斯憑藉其2015年的專輯《家庭套房》（Home Suite Home），獲得了格萊美獎最佳大型爵士樂合集的提名。他的唱片被認為是當代大樂隊的標準，包括《閾值》（Threshold），它獲得了1974年的格萊美獎； 《房間太時髦》在1983年獲得格萊美獎的提名； 《第十大道》在1987年獲得格萊美獎的提名。 

## 坊間評論
引用了受人尊敬的音樂評論家吉恩·里斯的話：“在我看來，帕特里克·威廉斯的《美國協奏曲》是爵士樂和古典音樂的最佳結合，是沒有前人所做過的。帕特里克·威廉斯的作品令人嘆為觀止。他是有史以來最出色的編曲家和作曲家之一。”
丹尼爾·卡里亞加在《洛杉磯時報》上寫道：“《美國協奏曲》肯定是最具吸引力，影響力和獨創性的爵士交響曲融合者。風格無拘無束，曲調令人欣喜。帕特里克·威廉斯把自己的成功歸功於德彪西、巴托克、斯特拉文斯基和拉赫瑪尼諾夫的創作所影響。”

## 外部連結
- 官方网站
- 帕特里克·威廉斯 (作曲家)在Allmusic上的頁面
- 帕特里克·威廉斯的Discogs页面（英文）
- 帕特里克·威廉斯在互联网电影资料库（IMDb）上的資料（英文）